# 레드 우노
레드 우노(스페인어: Red Uno)는 볼리비아의 텔레비전 네트워크이다.